# Sainte-Catherine (Pas-de-Calais)
Sainte-Catherine is een gemeente in het Franse departement Pas-de-Calais (regio Hauts-de-France). De plaats maakt deel uit van het arrondissement Arras. Sainte-Catherine telde op 1 januari 2022 3.533 inwoners.

## Geografie
De oppervlakte van Sainte-Catherine bedroeg op 1 januari 2022 4,4 vierkante kilometer; de bevolkingsdichtheid was toen 803 inwoners per km².

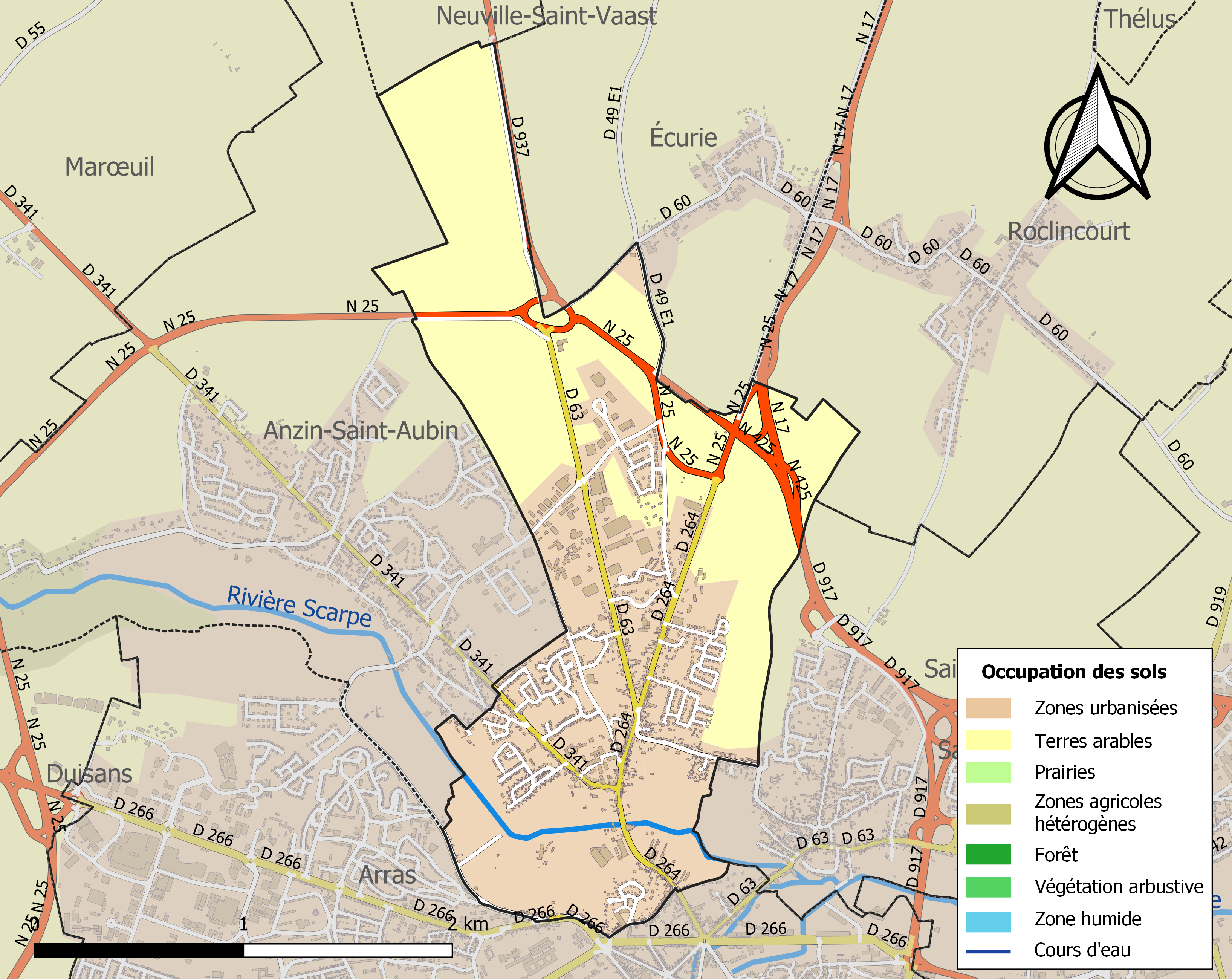
Kaart van de gemeente met belangrijkste infrastructuur, bodemgebruik en omliggende gemeenten

## Demografie
Onderstaande figuur toont het verloop van het inwonertal (bron: INSEE-tellingen).

## Geboren in Sainte-Catherine
- Mathieu Assou-Ekotto (8 april 1978), voetballer